# Афанасьев, Олег Алексеевич
Олег Алексеевич Афанасьев (9 декабря 1939 года, село Ям, Подольского района Московской области — 4 декабря 2002 года, Томск) — советский актёр и режиссёр театра и кино, Заслуженный артист РСФСР (1980). Автор трёх поэтических сборников.

## Биография
- Родился 3 декабря 1939 года в селе Ям Подольского района Московской области.
- В 1961 году окончил Театральное училище (ВУЗ) имени М. С. Щепкина, актёрского мастерства, педагог — Вениамин Иванович Цыганков.
- В 1961—1972 годах — актёр и режиссёр Павлодарского театра драмы имени А. П. Чехова.
- В 1972—1980 годах — актёр и режиссёр Томского театра драмы
- В 1981—1985 годах — актёр Тульского театра драмы имени А. М. Горького;
- В 1993—2002 годах — актёр и режиссёр Театра юного зрителя города Томска.

Работал режиссёром народного театра Дома учёных.
Отец двух сыновей.
Похоронен на кладбище Бактин (71 уч).

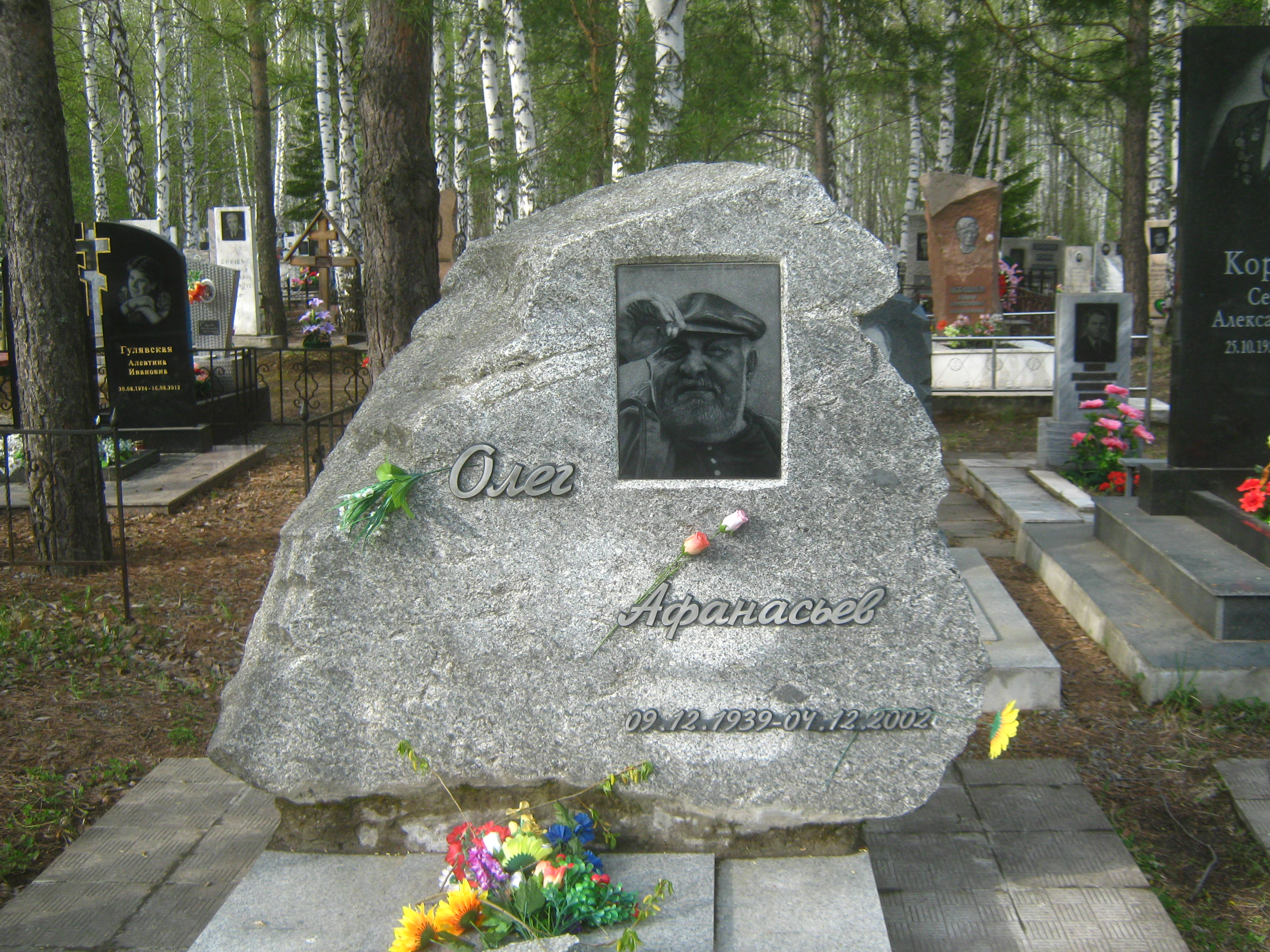
Могила на кладбище Бактин

## Фильмография
| Год  |   | Название                    | Роль                                       |  |
| ---- | - | --------------------------- | ------------------------------------------ |  |
| 1972 | ф | Зима - не полевой сезон     | Толстый                                    |  |
| 1980 | ф | Кто заплатит за удачу?      | Имя персонажа не указано                   |  |
| 1985 | ф | Тайна Золотой горы          | Фридрих Иоганнович Нагель / Федор Иванович |  |
| 1986 | ф | Покушение на ГОЭЛРО         | оперуполномоченный Рогов                   |  |
| 1991 | ф | Сыщик петербургской полиции | чиновник Стрекалов                         |  |

## Театральные работы
- Дмитрий Карамазов («Братья Карамазовы» — Достоевский Ф. М.)
- Санчо Панса («Дон Кихот» — Булгаков М. А.)
- Сирано де Бержерак («Сирано де Бержерак» — Ростан Э.)